# 고래불로
고래불로(Goraebul-ro)는 대한민국의 경상북도 영덕군 병곡면 일부, 연결하는 도로이다.
2009년 2월 12일 도로명 주소 사업에 인해 고래불로로 지정되었다.

## 노선 구간
- 삼거리 명칭 미상
  - 영덕대게로
- 고래불대교

- 덕천해수욕장
- 영덕군고래불하계휴양소

- 고래불1교

- 수산지원개발 연구소사원주택
- 경북수산자원개발연구소

- 삼거리 명칭 미상
  - 도로명 명칭 미상
- 교량 명칭 미상

- 영덕청소년야영장
- 바다스케치펜션

- 고래불2교
- 삼거리 명칭 미상
  - 도로명 명칭 미상
    - 고래불해수욕장
- 삼거리 명칭 미상
  - 병곡1길

## 차로수
- 왕복 2차로